# Kilas, o Mau da Fita
Kilas, o Mau da Fita, (1980) é um filme português realizado por José Fonseca e Costa, cujo argumento foi também escrito por Sérgio Godinho e Tabajara Ruas. 

## Produção
Produzido em coprodução com o Brasil, no âmbito de uma colaboração luso-brasileira (Filmform e Penta Filmes), foi um dos maiores êxitos de bilheteira da história do cinema português, ultrapassando os 100 000 espectadores. Estreou nos cinemas Éden e Quarteto em Lisboa, a 27 de fevereiro de 1981. 
Trata-se uma comédia, baseada na obra de Tabajara Ruas, que satiriza a sociedade portuguesa de forma kitsch. 

## Elenco
O elenco era constituído pelos actores: 
- Mário Viegas - Rui Ventura Tadeu - aliás Kilas
- Lia Gama - Pepsi-Rita
- Milú - Madrinha
- Luís Lello - Tereno
- Lima Duarte - Major
- Natália do Vale - Lily Bobó
- Paula Guedes - Ana
- Adelaide Ferreira - Palito La Reine
- Francisco Pestana - Lucas
- Tony Morgon - Morgon
- José Eduardo
- Carlos Gonçalves - Barbeador Afonso

A banda sonora foi da autoria de Sérgio Godinho que também escreveu com José Fonseca da Costa o argumento. 

## Festivais e prémios

#### Prémios
- 1980 - Prémio Makhila de Honra, no Festival de Cinema de Biarritz, França [3]
- 1981 - Grande Prémio do Instituto Português de Cinema [3]

#### Festivais
- 1980 - Locarno International Film Festival [10]
- 1980 - Festival Internacional de Cinema da Figueira da Foz (foi o filme de abertura do festival) [9]
- 1980 - Mostra Internacional de Cinema de São Paulo [11]
- 1981 – 31.º Festival Internacional de Cinema de Berlim (Filmmesse, - de 14 a 19 de Fevereiro: destaque para o cinema português)